# زاليآباد يارنظر (مقاطعة دلفان)
زاليآباد يارنظر (بالفارسية: زالی‌آباد یارنظر) هي قرية تقع في قسم ميربغ الشمالي الريفي (مقاطعة دلفان) في إيران. يقدر عدد سكانها بـ 273 نسمة بحسب إحصاء 2016.